# Ivanivți, Volociîsk
Ivanivți (în ucraineană Іванівці) este un sat în comuna Harnîșivka din raionul Volociîsk, regiunea Hmelnîțkîi, Ucraina.

## Demografie
Componența lingvistică a localității Ivanivți
     Ucraineană (98,15%)
     Alte limbi (0,79%)
Conform recensământului din 2001, majoritatea populației localității Ivanivți era vorbitoare de ucraineană (98,15%), existând în minoritate și vorbitori de alte limbi.